# Николае Пику
Никола́е Пи́ку (рум. Nicolae Picu, варианты: рум. Neculai, Nicolai; 1789, Сучава — 2 октября 1864, Сучава) — румынский скрипач-лэутар из Герцогства Буковина.
Сыграл значительную роль в передаче народных мелодий профессиональным музыкантам международного уровня (Ференц Лист, Кароль Микули), тем самым открыв румынскую лэутарскую музыку академическому музыкальному миру своего времени.

## Биография
Родился в 1789 году в семье румынских крестьян греко-католического вероисповедания из окрестностей Сучавы. С 1801 года начал обходить деревни в поисках ангажементов, преимущественно на свадьбы. С 1803 года стал приглашаться на боярские дворы, особенно получив признание в семье Гурмузаки.

С 1820 года летом начал выступать в Лопушне — бальнеоклиматическом курорте близ Берегомета, который служил излюбленным местом встречи буковинского дворянства. Буковинский адвокат, музыкант и политик Леон де Гоян вспоминает о своей поездке летом 1851 или 1852 года с родителями на воды в Лопушну (цитируется по книге Послушнику):

К удовольствию душевному посетителей, как и в каждый год, играла там капелла лэутаров под управлением скрипача и капельмейстера Некулая Пику, прозываемого также Мош Некулай. В Лопушне этот оркестр состоял из двенадцати человек, среди которых был один най, одна или две кобзы, виолончелист, а прочие — скрипки; быть может, был там и альт.
…играл этот тараф довольно стройно, и в его программе преобладали румынские песни, хоры, дойны и жалобные песни. Мош Некулай, человек среднего роста, крепкого сложения, светловолосый, облачённый в старинный молдавский наряд — с зэбуном, антериу, кушаком, на голове сплюснутый фес с синим кистём — был истинным артистом скрипки: он искусно извлекал из инструмента звук полный, мощный и исполненный чувства. Но как же проникновенно он играл плачевную дойну и жалобные песни — до того, что не раз слёзы выступали на глазах слушателей.
Он исполнял также танцевальные арии всех народов, а сольные пьесы играл с истинным виртуозством — в том числе одну турецкую пьесу с долгим тремоло…

Особенно тёплое воспоминание о Моше Некулае я сохраняю благодаря одной хоре, что я выучил у него — это хора в соль миноре, находящаяся в сборнике Кароля Микули под заглавием «12 (48) румынских народных песен», № III…
В мае 1847 года, по приглашению Евдоксия Гурмузаки, Черновцы посетил Ференц Лист. Он дал два концерта в Hôtel de Moldavie. В доме семьи Гурмузаки Лист слушал тараф Николае Пику. После этой встречи Лист начал работу над «Румынской рапсодией для фортепиано» (1848), использовав, наряду с темами, услышанными ранее в Яссах от Барбу Лэутару, также и мелодии из репертуара Пику, включая Corăbească.

В 1849 году буковинский композитор Кароль Микули, ученик Фридерика Шопена, составил фольклорную коллекцию, состоявшую из четырёх тетрадей фортепианных транскрипций. Позднее она была опубликована во Франции под названием Douze airs nationaux roumains. Её основой стал репертуар Николае Пику. Среди наиболее известных произведений — Hora cea cu flori la pălărie, Hora în ghe mol, Arcanul, Buciumul и другие. Инициатива вновь исходила от семьи Гурмузаки. Сын Евдоксия, Константин Гурмузаки, в письме от 14 ноября 1851 года румынскому литератору и политическому деятелю Георге Барициу писал:
До сих пор этот редкий талант [Кароль Микули], под непосредственным наблюдением и поощрением моим и моей сестры Сэфтики, записал по исполнению лучших лэутаров, которых я привёз из разных краёв, более 36 народных песен — из числа самых прекрасных. В скором времени они будут отправлены в Лейпциг.
В начале 1850-х Пику стал учителем скрипача-лэутара Григоре Виндереу.
Скончался 2 октября 1864 года в Сучаве на 75-м году жизни.

## Память
Николае Пику был назван самым выдающимся буковинским лэутаром в 24-томной иллюстрированной энциклопедии всех земель австрийской короны, «Австро-Венгерская монархия в описаниях и изображениях», известной также как Kronprinzenwerk. В Австрийской национальной библиотеке хранится гуашь с изображением Николае Пику (Лэутар Мош Никулай из Сучавы), созданная как эскиз к тому энциклопедии, посвящённому Буковине.
Репертуар Николае Пику был восстановлен тарафом Zicălașii из Сучавы.

### Внешние ссылки
- Friedrich von Schiller. Lautar Mosz Nikulai aus Suczawa (нем.). onb.digital. Österreichische Nationalbibliothek. Архивировано 19 апреля 2025 года.

### Видео
- Zicălașii. Ultimii lăutari ai Bucovinei — Nicolae Picu. YouTube.
- Taraful Alexandru Bidirel. Joc: Corăbească (рум.). YouTube.

### Дополнительные источники
- Franz Liszt. Des Bohémiens et de leur musique en Hongrie (фр.). — Paris: Librairie Nouvelle, 1859.
- Viorel Cosma. Figuri de lăutari (рум.). — Bucureşti: Editura muzicală, 1960.
- Octavian Lazăr Cosma. Hronicul muzicii românești: Preromantismul. 1823—1859 (рум.). — București: Editura muzicală, 1975. — Vol. III.
- Виорел Косма. Николае Пику // Страницы истории румынской музыки : сборник  / Сост., ред., автор введения и коммент. Р. Э. Лейтес. — М.: Музыка, 1979. — С. 79—85.
- Vasile Chiseliță. Muzica instrumentală din nordul Bucovinei. Repertoriul de fluier (рум.). — Chișinău: Știința, 2002. — ISBN 9975-67-256-6.
- Diana Bunea, Ecaterina Gîrbu. Culegerea melodii populare moldoveneşti de Carol Miculi ca model de tratare a folclorului la începuturile componisticii moldoveneşti (рум.) // Anuar ştiinţific: muzică, teatru, arte plastice. — Chişinău, 2012. — Nr. 4. — P. 115—122. — ISSN 1857-2251.
- Ilarie Chendi. 1904: Alecsandri și Românii din Bucovina (рум.). Архивировано 14 ноября 2024 года.